# San Juan Bautista (San Juan de Bigote)
San Juan Bautista es una localidad peruana ubicada en el distrito de San Juan de Bigote, perteneciente a la provincia de Morropón del departamento de Piura, al norte del Perú. En el 2017 tenía una población de 116 habitantes según el INEI.